# ایدو-نامی
ایدو-نامی (به لاتین: Aidu-Nõmme) یک روستا در استونی است که در شهرستان ایدا-ویرو واقع شده‌است.